# Supercopa de Lituania
La Supercopa de Lituania (en lituano: Lietuvos futbolo supertaurė) es una competición anual de fútbol que se disputa a un partido entre el campeón de la liga lituana, la A Lyga, y el campeón de la Copa de Lituania. El partido se juega, por lo general, a finales de marzo y supone el inicio de la temporada oficial del fútbol lituano. El campeonato fue creado en 1995 por la Federación Lituana de Fútbol (LFF).
Si el campeonato de liga de Lituania y el de Copa los gana el mismo equipo la Supercopa es otorgada, automáticamente, al equipo ganador del doblete. Desde la creación del trofeo en 1995 solo hubo cinco interrupciones.

## Palmarés
| Temporada | Campeón               | Resultado                                                   | Finalista                                                   | Sede de la final                                            |
| --------- | --------------------- | ----------------------------------------------------------- | ----------------------------------------------------------- | ----------------------------------------------------------- |
| 1995      | Inkaras-Grifas Kaunas | No disputada — Inkaras-Grifas Kaunas ganó la Liga y la Copa | No disputada — Inkaras-Grifas Kaunas ganó la Liga y la Copa | No disputada — Inkaras-Grifas Kaunas ganó la Liga y la Copa |
| 1996      | Kareda Šiauliai       | 2 - 1                                                       | Inkaras-Grifas Kaunas                                       | Marijampolė                                                 |
| 1998      | FK Ekranas            | 3 - 0                                                       | Kareda Šiauliai                                             | Kėdainiai                                                   |
| 2002      | FBK Kaunas            | No disputada — FBK Kaunas ganó la Liga y la Copa            | No disputada — FBK Kaunas ganó la Liga y la Copa            | No disputada — FBK Kaunas ganó la Liga y la Copa            |
| 2003      | Žalgiris Vilna        | 2 - 1                                                       | FBK Kaunas                                                  | Šiauliai                                                    |
| 2004      | FBK Kaunas            | No disputada — FBK Kaunas ganó la Liga y la Copa            | No disputada — FBK Kaunas ganó la Liga y la Copa            | No disputada — FBK Kaunas ganó la Liga y la Copa            |
| 2006      | FK Ekranas            | 2 - 1                                                       | FBK Kaunas                                                  | Palanga                                                     |
| 2007      | FBK Kaunas            | 1 - 0                                                       | FK Sūduva                                                   | Marijampolė                                                 |
| 2009      | FK Sūduva             | 0 - 0 (2-1 pen.)                                            | FK Ekranas                                                  | Šiauliai                                                    |
| 2010      | FK Ekranas            | No disputada — FK Ekranas ganó la Liga y la Copa            | No disputada — FK Ekranas ganó la Liga y la Copa            | No disputada — FK Ekranas ganó la Liga y la Copa            |
| 2011      | FK Ekranas            | No disputada — FK Ekranas ganó la Liga y la Copa            | No disputada — FK Ekranas ganó la Liga y la Copa            | No disputada — FK Ekranas ganó la Liga y la Copa            |
| 2013      | Žalgiris Vilna        | 1 - 0                                                       | FK Ekranas                                                  | Marijampolė                                                 |
| 2014      | Žalgiris Vilna        | No disputada — Žalgiris Vilna ganó la Liga y la Copa        | No disputada — Žalgiris Vilna ganó la Liga y la Copa        | No disputada — Žalgiris Vilna ganó la Liga y la Copa        |
| 2015      | Žalgiris Vilna        | No disputada — Žalgiris Vilna ganó la Liga y la Copa        | No disputada — Žalgiris Vilna ganó la Liga y la Copa        | No disputada — Žalgiris Vilna ganó la Liga y la Copa        |
| 2016      | Žalgiris Vilna        | 4 - 1                                                       | FK Trakai                                                   | Vilna                                                       |
| 2017      | Žalgiris Vilna        | 1 - 0                                                       | FK Trakai                                                   | Vilna                                                       |
| 2018      | FK Sūduva             | 5 - 0                                                       | FC Stumbras                                                 | Marijampolė                                                 |
| 2019      | FK Sūduva             | 2 - 0                                                       | Žalgiris Vilna                                              | Marijampolė                                                 |
| 2020      | Žalgiris Vilna        | 1 - 0                                                       | FK Sūduva                                                   | Vilna                                                       |
| 2021      | Panevėžys             | 2 - 2 (3-2 pen.)                                            | Žalgiris Vilna                                              | Vilna                                                       |
| 2022      | FK Sūduva             | 0 - 0 (3-2 pen.)                                            | Žalgiris Vilna                                              | Vilna                                                       |
| 2023      | Žalgiris Vilna        | 1 - 1 (3-2 pen.)                                            | FK Kauno Žalgiris                                           | Vilna                                                       |
| 2024      | Panevėžys             | 0 - 0 (5-4 pen.)                                            | FK Transinvest                                              | Vilna                                                       |
| 2025      | Žalgiris Vilna        | 2 - 2 (3-2 pen.)                                            | FK Banga                                                    | Vilna                                                       |

## Títulos por club
| Club                   | Campeón | 2° | Años Campeón                                         |
| ---------------------- | ------- | -- | ---------------------------------------------------- |
| FC Žalgiris Vilna      | 9       | 3  | 2003, 2013, 2014, 2015, 2016, 2017, 2020, 2023, 2025 |
| FK Sūduva              | 4       | 2  | 2009, 2018, 2019, 2022                               |
| FK Ekranas Panevėžys † | 4       | 2  | 1998, 2006, 2010, 2011                               |
| FBK Kaunas †           | 3       | 2  | 2002, 2004, 2007                                     |
| FK Panevėžys           | 2       | 0  | 2021, 2024                                           |
| FK Inkaras Kaunas †    | 1       | 1  | 1995                                                 |
| FK Kareda Kaunas †     | 1       | 1  | 1996                                                 |
| FK Trakai              | –       | 2  |                                                      |
| FC Stumbras            | –       | 1  |                                                      |
| FK Kauno Žalgiris      | -       | 1  |                                                      |
| FK Transinvest         | -       | 1  |                                                      |
| FK Banga               | -       | 1  |                                                      |

- † Equipo desaparecido.